# Cour d'appel d'Orléans

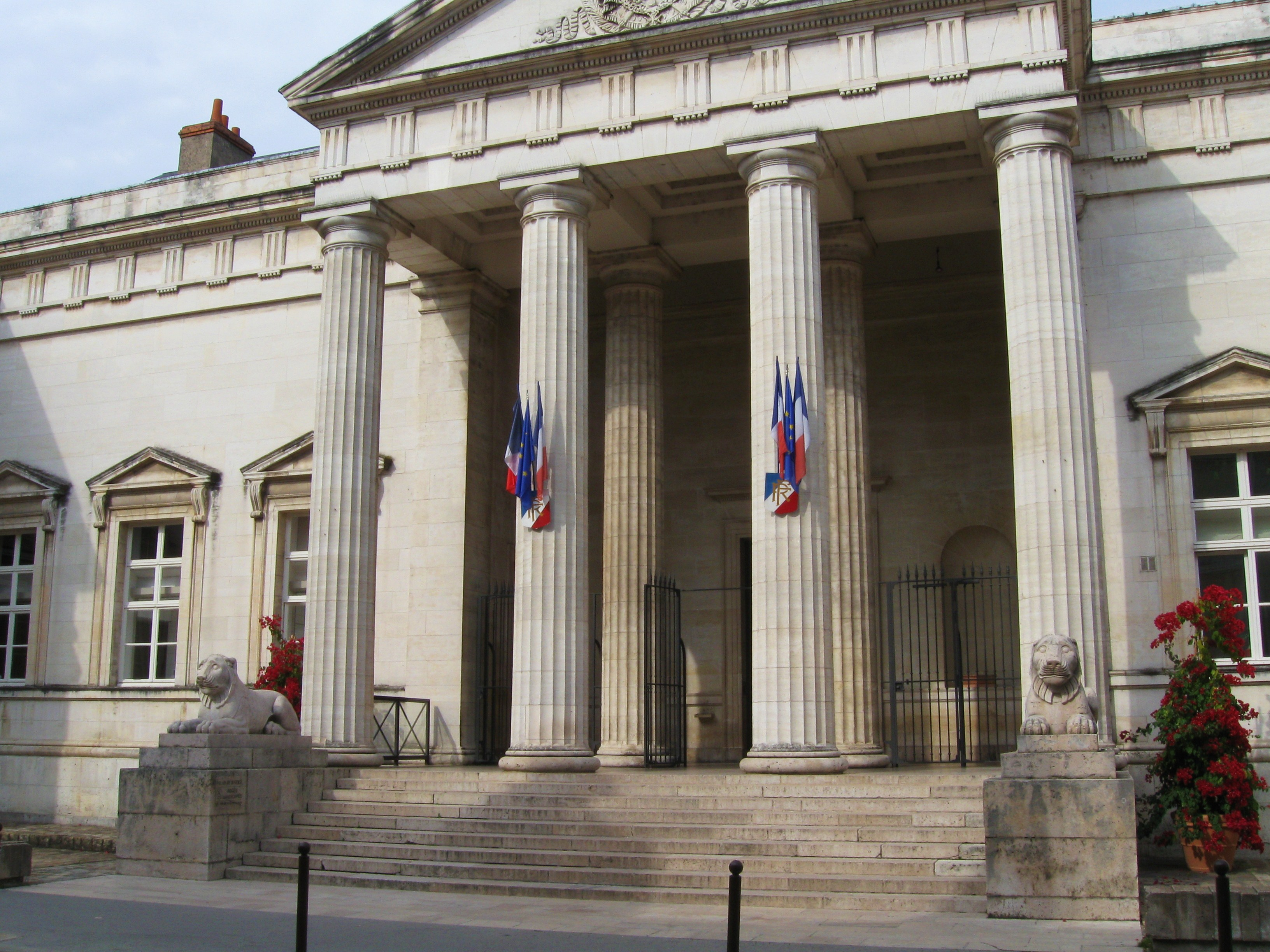
Le Palais de Justice d'Orléans

La cour d'appel d'Orléans est une cour d'appel française située à Orléans dans le département du Loiret et la région Centre-Val de Loire.
Elle connaît des affaires jugées par les tribunaux de son ressort qui s'étend sur les départements d'Indre-et-Loire, de Loir-et-Cher et du Loiret.

## Organisation

### Premiers présidents
- 1938-1944 : Paul Chaumont
- 1944-1947 : Jean-Paul Coulon
- 1947-1954 : Paul Chaumont

[...]
- 2017-2021 : Florence Peybernes
- 2021-2022 : Thierry Drack
- Depuis 2022 : Catherine Gay-Vandame

### Procureurs généraux
- ?-2019 : Martine Ceccaldi
- 2019- 2022: Jérôme Deharvang
- Depuis 2022 : Denis Chausserie-Laprée

## Tribunaux du ressort
Le ressort est étendue à la cour d'appel de Bourges pour le contentieux technique et général de la sécurité sociale et d'admission à l'aide sociale.
Le ressort de la cour d'appel d'Orléans concerne les tribunaux judiciaires de Tours, Orléans, Blois et Montargis. 
Il y a 3 cours d'assises départementales : Loiret, Indre-et-loire, Loir-et-cher